# X 4300
,,,
Les X 4300 sont des autorails bicaisses (comportant une motrice et une remorque), 1re série de la famille surnommée « caravelles », appartenant à la Société nationale des chemins de fer français (SNCF), qui les classifie dans les éléments automoteurs diesel (EAD). Ils ont circulé en service commercial sur le réseau ferroviaire français de 1963 à 2009. Depuis, outre un élément maintenu pour des essais, plusieurs chemins de fer touristiques ont conservé des exemplaires.

## Histoire

### Mise en service
Leur sortie dans les années 1960 leur donne droit à la livrée des autorails de l'époque, rouge et crème. L'aménagement intérieur est constitué de banquettes à cinq places de front en 2e classe.
Construits en grande série, 151 exemplaires, ces engins marquèrent le début d'un renouvellement du parc automoteur à la SNCF. Ils ont par ailleurs donné naissance à une longue descendance avec les X 4500 (2e série), les X 4630 (3e série), les X 4750 (4e série, avec la sous-série des X 4790 et des X 94750) et les X 4900 (5e série). Ce sont l'ensemble de ces 5 séries qui sont surnommées « Caravelles ».

### Modernisation

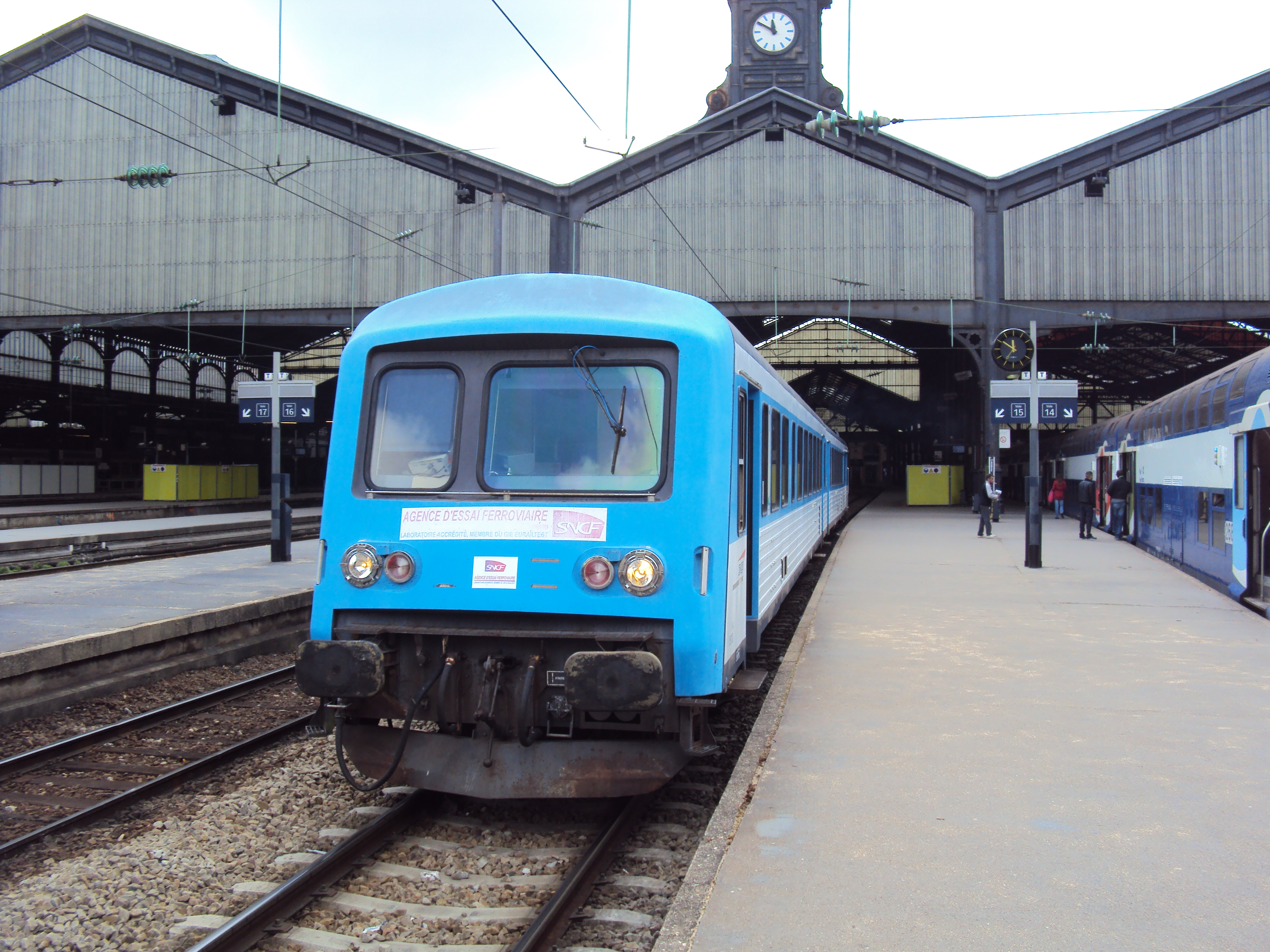
X 4300 modernisé en gare de Saint-Lazare.

Dans les années 1980, leur confort ne supporte plus la comparaison avec celui de matériels récents et notamment les rames TGV et train Corail dont ils assurent la correspondance. Les critiques des usagers sont entendues et une remise à niveau est décidée.
La rénovation concerne les cabines de pilotage qui sont modifiées, avec un nouveau masque incliné, pour protéger le conducteur en cas de choc, et l'aménagement intérieur des espaces voyageurs. Des sièges individuels remplacent les banquettes et l'espace dévolu aux passagers augmente en passant de cinq à quatre places de front. La livrée extérieure est remise au goût du jour.
Le financement de ces aménagements lourds est assuré par la SNCF pour la partie technique - masque des cabines, motorisation, transmission, roulement...-  et par des collectivités locales pour les sièges des salles voyageurs, ainsi que la mise en peinture de la caisse. Chaque entité régionale peut choisir sa couleur dans la palette proposée par la SNCF : bleu Isabelle, vert perroquet, rouge vermillon ou jaune lithos.
Finalement, cette modernisation apporte un confort mieux apprécié par la clientèle et un surcroit de sécurité pour les conducteurs avec l'aménagement des cabines de conduite. En revanche, l'opération alourdi les engins : de 36,2 à 40 tonnes pour la motrice et de 23,4 à 27,5 pour la remorque. Leur motorisation déjà limitée, a encore perdu en capacité d'accélération, ce qui leur vaut d'avoir le surnom de « caravelle » transformé en « caramelle - mou » !

### Fin de carrière
Les X 4300 ne comptent plus d'éléments en service en 2009 à l'exception de l'X 4391, maintenu en utilisation spéciale pour essais ETCS. Quelques exemplaires ont été rachetés par des chemins de fer touristiques. Certains ont été vendus et exportés : on voit ainsi rouler en Roumanie des exemplaires non modernisés, dans leur livrée d'origine.

## Caractéristiques
Les X 4300 disposent d'un moteur SSCM-Poyaud six cylindres à plat placé sous la motrice. La transmission se fait au travers d'une boîte mécanique à huit vitesses. Leur puissance modeste de 295 kW a souvent limité cette série à des lignes au profil relativement plat, mais les bris de motorisation furent légion.

## Services effectués
Ces autorails ont été construits de 1963 à 1970 totalisant 151 exemplaires.
Leur histoire, commune avec celle des X 4500 est détaillée sur la page Élément automoteur double.
Les années 2000 virent la fin des grandes révisions et le début des radiations massives, de nouvelles séries d'engins modernes faisant leur apparition, tels que les X 72500 ou X 73500.

### Lignes desservies
- Paris-Saint-Lazare - Maisons-Laffitte (avant 1966)
- Paris-Saint-Lazare - Evreux  (avant 1966)
- Chartres - Courtalain - Saint-Pellerin
- Conflans-Sainte-Honorine - Pontoise (avant 1966)
- Conflans-Sainte-Honorine - Mantes-la-Jolie (avant 1966)
- Poitiers - Ligne de Saint-Benoit à La Rochelle
- Niort - Saintes
- Saintes  - Royan
- Saintes  - Angoulême
- Saintes  - La Rochelle
- La Roche-sur-Yon - Saumur
- Angers - Le Mans
- Nantes - Redon
- Nantes - Le Croisic
- Nantes - Sainte-Pazanne - Pornic/Saint-Gilles-Croix-de-Vie
- Nantes - Tours
- Nantes - Clisson - Cholet ou La Roche-sur-Yon - Les Sables-d'Olonne
- Tours - Nevers ou Montluçon - Auzance ou Commentry
- Lyon - Grenoble
- Lyon Perrache - Peyraud
- Lyon Perrache - Roanne
- Valence - Grenoble
- Dijon - Besançon
- Besançon - Lons-le-Saunier
- Dijon - Chalon-sur-Saône
- Dijon - Montbard
- Dijon - Is
- Amiens - Lille
- Amiens - Le Havre
- Douai - Arras
- Paris-Nord - Laon - Hirson
- Tours - Chinon
- Tours - Loches
- Tours - Paris-Austerlitz via Vendôme
- Tours - Le Mans - Chartres - Courtalain
- Tours - Le Mans - Surdon - Argentan - Caen
- Dreux - Argentan
- Strasbourg - Sélestat via Molsheim
- Strasbourg - Saales
- Lille Flandres - Comines France
- Dijon - Nevers - Clermont-Ferrand
- Moulins - Dompierre-Sept-Fons - Paray-le-Monial - Montchanin - Chagny - Beaune - Dijon
- Nevers - Montargis
- Nevers - Autun - Laroche - Clamecy
- Mulhouse - Thann (jusqu'en 2005)
- Colmar - Metzeral
- Paris-Bercy - Clamecy
- Avallon - Etang-sur-Arroux
- Nancy - Pont-Saint-Vincent - Chalindrey  (jusqu'en 2007)
- Nancy - Remiremont
- Strasbourg - Sarreguemines - Forbach - Metz

(liste non exhaustive)

## Dépôts titulaires, Établissements Publics Régionaux[6],[7],[8],[9],[10],[11],[12]
- Évreux (dès 1964)
- Longueau (dès 1966)
- Lyon-Vaise (dès 1963)
- Marseille-Blancarde
- Metz-lès-Sablons (dès 1964)
- Montargis (dès 1965)
- Nantes (dès 1965)
- Nevers (par mutations à partir de 1985)
- Nice-Saint-Roch (dès 1963)
- Sotteville-lès-Rouen (avec 1 seul exemplaire au départ en 1970)
- Strasbourg (dès 1963)
- Tours-Saint-Pierre (dès décembre 1963)

### Situation en décembre 1963
- Lyon-Vaise (avec 8 engins)
- Nice-Saint-Roch (avec 7 engins)
- Strasbourg (avec 3 engins)
- Tours-Saint-Pierre (avec 3 engins)

(soit un total 21 engins en service)

### Situation en décembre 1971
- Longueau (avec 45 engins)
- Metz-lès-Sablons (avec 47 engins)
- Sotteville-lès-Rouen (avec 15 engins)
- Tours-Saint-Pierre (avec 48 engins)

(soit un total 150 engins en service)

### Situation au 1er janvier 1973[6]
- Metz-lès-Sablons (avec 46 engins)[6]
- Longueau (avec 31 engins)[6]
- Sotteville-lès-Rouen (avec 15 engins)[6]
- Tours-Saint-Pierre (avec 55 engins)[6]

(soit un total de 147 engins en service)

### Situation au 1er janvier 1976[6]
- Metz-lès-Sablons (avec 72 engins)[6]
- Longueau (avec 20 engins)[6]
- Tours-Saint-Pierre (avec 53 engins)[6]

(soit un total de 145 engins en service)

### Situation au 1er janvier 1979[7]
- Metz-lès-Sablons (avec 87 engins en service)[7]
- Tours - Saint-Pierre-des-Corps (58 engins en service)[7]

(soit un total de 145 engins en service)

### Situation au 1er janvier 1986[8]
- Metz-lès-Sablons (avec 91 engins)[8]
- Nantes (avec 12 engins)[8]
- Tours-Saint-Pierre-des-Corps (avec 42 engins)[8]
- Nevers (avec 1 engin mutés de Tours-Saint-Pierre-des-Corps)[8]

(soit un total de 145 engins en service)

### Situation au 1er janvier 1992[9]
- Metz-lès-Sablons (avec 88 engins repartis entre 71 non modernisés et 17 TER Champagne-Ardennes qui le sont lourdement)[9]
- Tours - Saint-Pierre-des-Corps (avec 35 engins répartis entre 23 non modernisés et 12 TER Centre qui le sont lourdement)[9]
- Nevers (21 engins non modernisés)[9]

(soit un total de 144 engins en service)

### Situation au 1er janvier 1994[10]
- Metz-lès-Sablons (avec 91 engins répartis entre 67 non modernisés et 24 TER Champagne-Ardennes qui le sont lourdement)[10]
- Tours - Saint-Pierre-des-Corps (avec 35 engins répartis entre 20 non modernisés, 12 TER Centre et 3 Pays de la Loire qui le sont lourdement)[10]
- Nevers (avec 17 engins non modernisés)[10]

(soit un total de 143 engins en service)

### Situation au 1er janvier 1998[11]
- Metz-lès-Sablons (avec 90 engins répartis entre 64 non modernisés, 26 TER Champagne-Ardennes qui le sont lourdement)[11]
- Tours - Saint-Pierre-des-Corps (avec 30 engins répartis entre 14 non modernisés, 12 TER Centre et 4 Pays de la Loire qui le sont lourdement)[11]
- Nevers (avec 16 engins non modernisés)[11]

(soit un total de 136 engins en service)

### Situation au 1er janvier 2003[12]
- Metz-lès-Sablons (avec 83 engins répartis entre 57 non modernisés et 26 TER Champagne-Ardennes qui le sont lourdement)[12]
- Tours - Saint-Pierre-des-Corps (avec 17 engins répartis entre 1 non modernisé, 12 TER Centre et 4 Pays de la Loire qui le sont lourdement)[12]
- Nevers (avec 13 engins non modernisés)[12]

(soit un total de 113 engins en service)

### Situation au 1er janvier 2007[13]
- Metz-lès-Sablons (avec 54 engins en service répartis entre 2 non modernisés, les Activités Régionales 6 TER Alsace, 22 TER Lorraine et 26 Champagne-Ardennes qui le sont lourdement)[13]
- Tours - Saint-Pierre-des-Corps (avec 15 engins en service répartis entre les Activités Régionales 8 TER Centre et 7 Pays de la Loire en modernisation lourde)[13]
- Nevers (avec 10 engins de l’Activité Régionale TER Bourgogne en modernisation lourde)[13]

(soit un total de 79 engins en service)
En 2008, il n'y a plus que le dépôt de Tours-Saint-Pierre qui possède cette série d'engins, avec 6 exemplaires en service.

### Engins conservés
- X 4345 : vendu (1999) au CFV3V à Mariembourg (Belgique) puis revendu à un opérateur privé en Roumanie en novembre 2008.
- X 4367 : vendu (1999) au CFV3V à Mariembourg (Belgique) puis revendu à un opérateur privé en Roumanie en novembre 2008.
- X 4395 : vendu à l’association Train Thur Doller Alsace en octobre 2007. Jusqu’à 2017, l’association le fait circuler en tant que train touristique sur le réseau SNCF, cumulant 35 000 km parcourus en dix ans. En décembre 2017, l’association l’achemine par camion à Burnhaupt, où il circule depuis sur la ligne Cernay-Sentheim.

### Engins accidentés
La série a connu deux radiations dues à des accidents (plus de détails dans la Liste des accidents ferroviaires en France) :
- X 4347/XR 8400 et X 4385/XR 8363 : circulant en sens contraire sur la ligne La Plaine - Hirson percutent à peu d'intervalle un amas de terre et de moellons provenant de l'effondrement partiel de la voûte du tunnel de Vierzy. Cet accident fit 108 morts.

Autres
- X 4419/XR 8587, détruit à la suite d'un incendie à Stiring-Wendel (57) par les mineurs HBL, le 25 novembre 1987.

## Culture
Dans les premières secondes du film Tout va bien, on s'en va (2000) (version non modernisée en circulation sur les lignes du Nord-Lyonnais au moment du tournage à l'automne 1999 (numéro de série non visible) et à la 79e minute, alors que Michel Piccoli attend sur le banc d'une gare, un autre X 4300 démarre de la gare de Lyon-Saint-Paul. Peu après, Michel Piccoli marche dans le tunnel de Loyasse attenant à la gare pour se suicider en se jetant sur un autre X 4300.
Ou encore dans la saison 1 de l'épisode 2 (Pirates de la route) de la série Une femme d'honneur (1997), on peut y voir dans les premières minutes du film un X 4300 (version non modernisée) venant tout juste d'être reçu à quai en gare d'Auxerre Saint-Gervais en provenance de Lyon. À ce même moment L'adjudant-chef Isabelle Florent arrive en retard en voiture à la gare pour venir chercher son fils revenant de vacances, son fils l'attend avec son grand-père Bernard Florent  (colonel de gendarmerie à la retraite) sur le quai à côté de l'automoteur.

## Modélisme
Ces autorails ont été reproduits par les firmes HOrnby-acHO (en version d'origine), RMA sur base HOrnby-acHO et LS Models en HO.